# 同窓会 (村下孝蔵の曲)
「同窓会」（どうそうかい）は、村下孝蔵の楽曲。1998年10月31日にソニー・ミュージックエンタテインメント（現：ソニー・ミュージックレーベルズ）の社内カンパニーレーベル、Sony Recordsよりシングルが発売された。翌1999年に村下が急逝したため、これがシングル作品としての遺作となった。
なお、1999年に発売されたアルバム『同窓會』も同名であるが、楽曲名が「同窓会」と新字体なのに対し、アルバムタイトルは『同窓會』と旧字体である。

## 解説
村下のデビュー19年目、26枚目のシングルとして発売された。同年11月から翌年1月にかけて放送されたドラマ30『命賭けて〜あなたは我が子を守れるか!?〜』の主題歌にも起用された。のち1999年の追悼アルバム『同窓會』の15曲目としてアレンジを変えて収録された（後述）。
プロデューサーの須藤晃によれば、このシングルを機会にもう一度仲間を集めようという意味あいで制作したという。

## アルバム版との相違
前述のとおり、本曲はアルバム『同窓會』の15曲目として収録されたが、その際に水谷公生の編曲に変更し、大きく変化がつけられている。
シングル版では前奏・間奏・後奏でシンセサイザー、歌の部分ではギターとパーカッションに比重を置いてまとめられているのに対し、アルバム版ではピアノを導入してギターと組み合わせ、シンプルにまとめられている。
なお、村下の楽曲のうち、リミックス以外で1つの曲に対して2種類の全く異なるアレンジが存在するのは本曲だけである。

## 収録曲
- 全曲、作詞・作曲:村下孝蔵／編曲:須藤晃

1. 同窓会
2. 素直

## カバー
同窓会
- 2006年、高田梢枝（アルバム『絵日記と紙芝居〜村下孝蔵トリビュートアルバム〜』収録）